# Ernesto Nathan Rogers

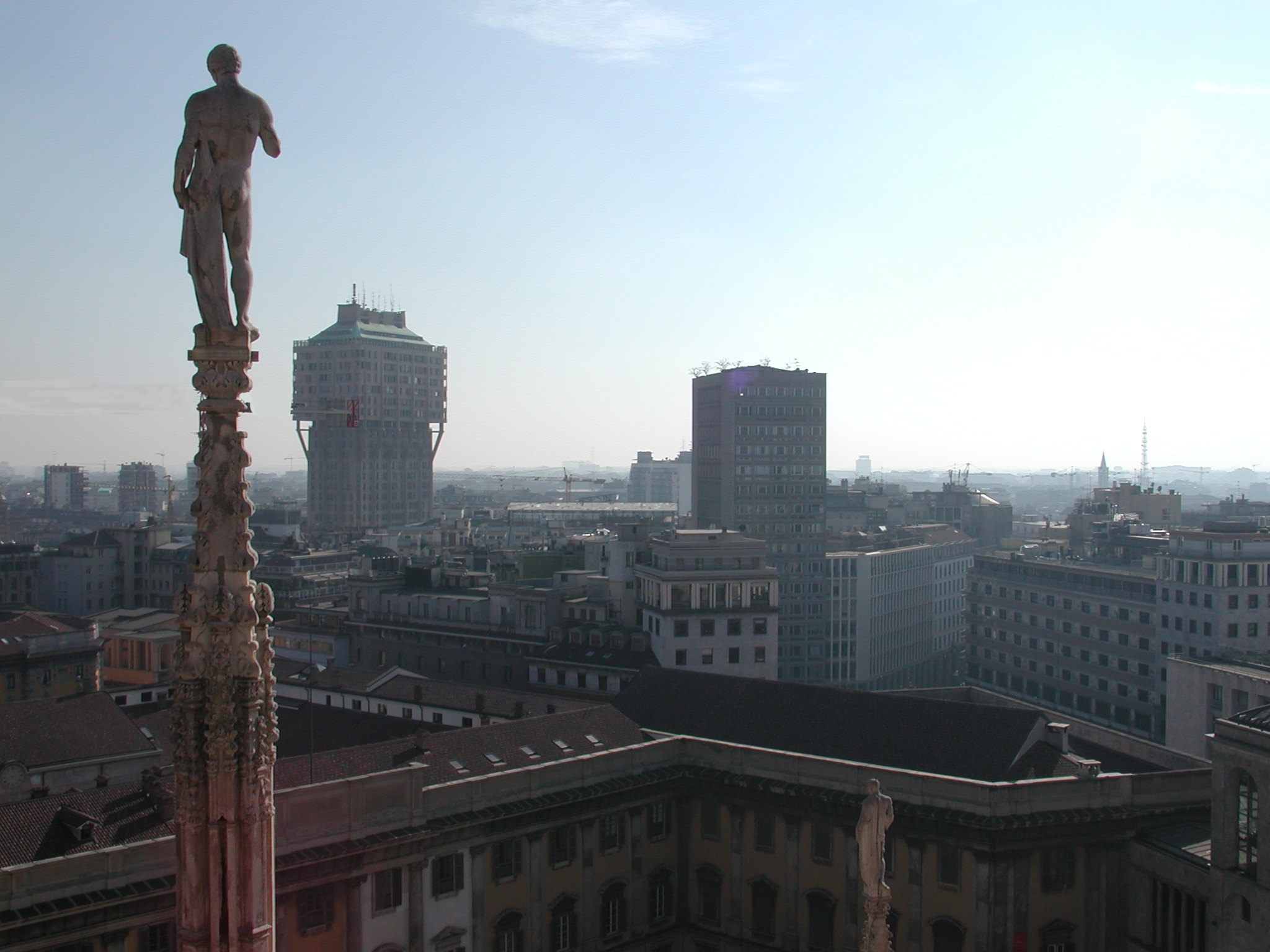
Paisaje milanés con la Torre Velasca, diseñada por Ernesto Nathan Rogers.

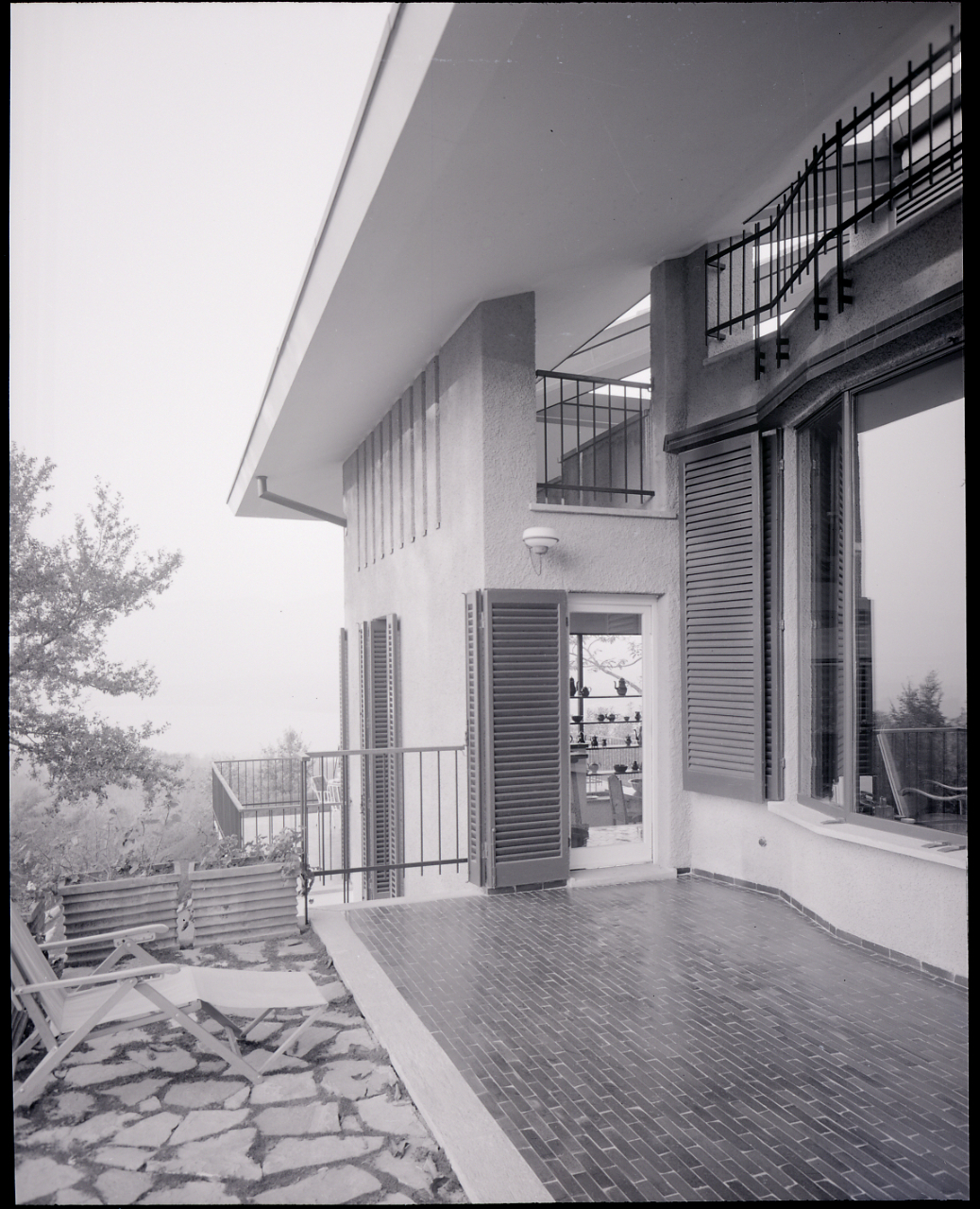
Villa en Varese diseñada por Ernesto Nathan Rogers (fotógrafo: Paolo Monti).

Ernesto Nathan Rogers (Trieste, 16 de marzo de 1909 – Gardone Riviera, 7 de noviembre de 1969) fue un arquitecto italiano, primo de Richard Rogers y responsable de la torre más representativa de Milán en la década de 1960, la Torre Velasca. Nacido en Trieste de padre inglés y madre judía, se graduó en arquitectura en el Politécnico de Milán en 1932. Ese mismo año fundó con otros estudiantes el estudio BBPR.
En el período de entreguerras su actividad coincidió sustancialmente con su trabajo en el BBPR.
En 1939, Rogers se refugió en Suiza a causa de las leyes raciales fascistas.
A su regreso a Italia en 1945, Rogers fue decisivo en la labor del BBPR, reconstituido después de la guerra manteniendo el mismo nombre.
Viajó por el mundo en el periodo de establecimiento internacional del llamado Movimiento Moderno de arquitectura. En 1946 conoció en Buenos Aires a Clorindo Testa, quien fue fuertemente influido por la opinión humanista de Rogers sobre la arquitectura moderna internacional.
A través de la dirección de dos importantes revistas de arquitectura, Domus (1946–1947) y Casabella (1953–1965), especialmente a través de sus famosos editoriales, Rogers crea progresivamente un original enfoque teórico sobre la arquitectura, muy influida contemporáneamente a partir de estudios de Enzo Paci sobre la fenomenología de Edmund Husserl y en el interés personal por John Dewey, en particular en materia de enseñanza. Al mismo tiempo, en las oficinas editoriales de las revistas se dirigió constituir un grupo de jóvenes arquitectos (Aldo Rossi, Vittorio Gregotti, Giotto Stoppino y Giancarlo De Carlo, entre otros), que ejercen una influencia profunda en la cultura arquitectónica.
Especial importancia en la personalidad de Rogers fue el tema central de la enseñanza y la formación del arquitecto, en particular el compromiso como profesor en el Politécnico de Milán, del que llegó a ser profesor titular sólo en 1964, pocos años antes de su muerte prematura, debido al ostracismo de la parte más tradicionalista del claustro. Como docente influyó en muchos jóvenes arquitectos que se estaban formando en los años 50 y 60 como Ricardo Porro, Vittorio Garatti y Roberto Gottardi.

## Libros
- López Reus, Eugenia. Ernesto Rogers y la arquitectura de la Continuità, Pamplona, Eunsa, 2002.